# 阿帕雷西达圣母全国朝圣所圣殿

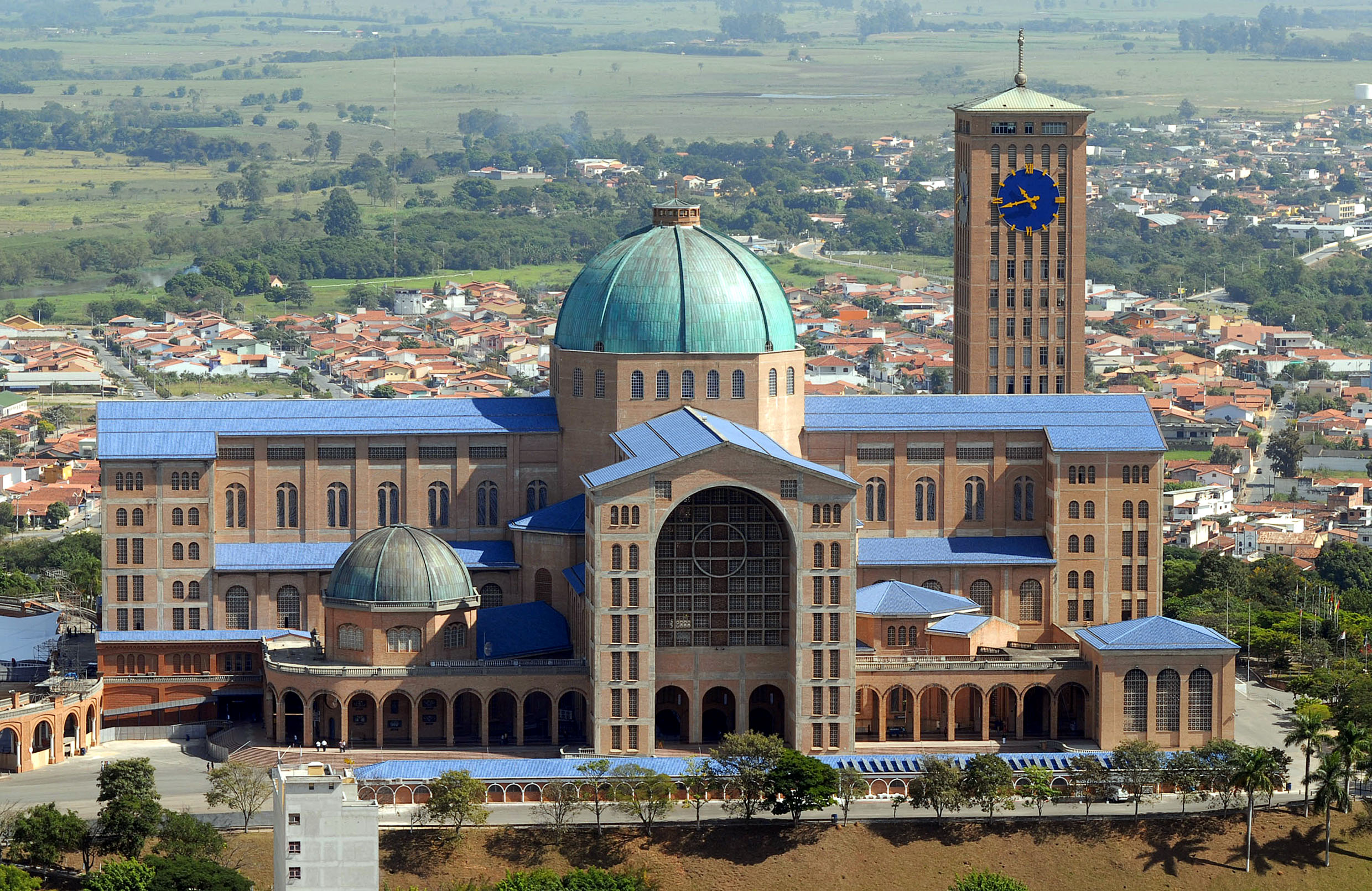
阿帕雷西达圣母全国朝圣所圣殿

阿帕雷西达圣母全国朝圣所圣殿（葡萄牙語：Basílica do Santuário Nacional de Nossa Senhora Aparecida）是位于巴西圣保罗州城镇阿帕雷西达的天主教教堂，拥有2座奉献给国家主保圣人圣母无玷始胎（阿帕雷西达圣母）的大殿：老圣殿，建于1760年到1770年，1824－1834年重建，1908年被教宗庇护十世封为次级圣殿，新大殿则在1980年由教宗若望保禄二世祝圣。
由于巴西天主教徒热衷于敬禮阿帕雷西达圣母，其中许多人声称得到过恩惠，于是通过朝拜圣殿，或还愿表达对她的敬意，因此有必要修建一座更大的教堂。1955年，兴建工程开始，建筑师和壁画画家Benedito Calixto设计了希腊十字的形式，长173米，宽168米，塔顶高105米，列为世界最大教堂之一，能够容纳45,000人。其停车场面积272,000平方米，可停4,000辆公共汽车和6,000辆小汽车。 
1980年7月4日，这座教堂还在建造中，就被教宗若望保禄二世祝圣为次级圣殿，成为巴西最重要的圣母朝圣地。
新的大殿是目前世界上第二或第三大天主教礼拜场所。梵蒂冈的圣伯多禄大殿的名列第一，科特迪瓦的亚穆苏克罗和平之后大殿自称是第二大教堂，但大部分是空的，未使用空间。1984年，阿帕雷西达圣母全国朝圣所圣殿正式宣布为“世界上最大的圣母堂 ”根据官方网站，在1999年的朝圣信徒人数是6565849人。 
2007年5月12日，教宗本笃十六世在拉丁美洲和加勒比海地区第5次主教大会期间访问巴西，参观了这座圣殿。